# Shatou (köpinghuvudort i Kina, Jiangsu Sheng, lat 32,31, long 119,52)
Shatou (kinesiska: 沙头, 沙头镇) är en köpinghuvudort i Kina. Den ligger i provinsen Jiangsu, i den östra delen av landet, omkring 73 kilometer öster om provinshuvudstaden Nanjing. Antalet invånare är 37 377. Befolkningen består av 18 817 kvinnor och 18 560 män. Barn under 15 år utgör 10,0 %, vuxna 15-64 år 76 %, och äldre över 65 år 13,0 %.
Runt Shatou är det tätbefolkat, med 493 invånare per kvadratkilometer. Närmaste större samhälle är Zhenjiang, 12,5 km sydväst om Shatou. Trakten runt Shatou består till största delen av jordbruksmark.
Genomsnittlig årsnederbörd är 1 302 millimeter. Den regnigaste månaden är juli, med i genomsnitt 255 mm nederbörd, och den torraste är januari, med 30 mm nederbörd.